# Palmier bleu du Mexique
Espèce
Classification APG III (2009)
Synonymes
- Erythea armata  (S.Watson) S.Watson  			(1880).
- Glaucothea armata  (S.Watson) O.F.Cook, 			(1915).
- Brahea lucida Schaedtler  					(1875).
- Brahea roezlii D'Ancona 					(1883).
- Brahea glauca Hook.f.  					(1884).
- Brahea nobilis Hook.f.  					(1884).
- Erythea armata var. microcarpa Becc.  			(1907).
- Erythea elegans Franceschi ex Becc.  			(1908).
- Glaucothea elegans  (Franceschi ex Becc.) I.M.Johnst.  		(1924).
- Erythea roezlii  (D'Ancona) Becc. ex Martelli,  		(1931).
- Erythea clara  L.H.Bailey 					(1943).
- Brahea elegans  (Franceschi ex Becc.) H.E.Moore 		(1975).
- Brahea clara   (L.H.Bailey) Espejo & López-Ferr.  	(1993).

Le palmier bleu du Mexique (Brahea armata) est une espèce de plante de la famille des palmiers. C’est l’espèce du genre Brahea la plus répandue en culture. Elle est représentée dans tous les jardins botaniques du monde, sous les tropiques comme dans les pays tempérés.

## Distribution
- Aire d'origine : Nord-ouest du Mexique (Baja California, Sonora), dans les canyons et les gorges, en zones désertiques. On rencontre une population naturelle de Brahea armata en compagnie des deux espèces de Washingtonia (Washingtonia filifera et Washingtonia robusta) dans un site près de Catavina Arroyo, Baja California.

## Description
- Stipe (tronc) : Massif, solitaire, jusqu’à 15 mètres de hauteur et 45 cm de diamètre. Les palmes desséchées peuvent rester longtemps accrochées au stipe, formant un " jupon ", typique du genre Washingtonia, avec lequel il partage l’habitat naturel.
- Feuillage, couronne : Environ 25 à 30 feuilles légèrement costapalmées, de 70 cm à 1,20 m de large, de couleur presque bleue et recouvertes d’une matière cireuse blanchâtre sur le dessus et souvent légèrement glauque dessous. La palme est composée de 40 à 60 segments rigides. Le pétiole, de 1 m à 1,50 m de longueur, est couvert sur sa partie supérieure d’un tomentum brunâtre et de couleur argentée sur la partie inférieure, bordé de petites dents marron clair, peut toutefois disparaître lorsqu'il est délavé par la pluie. Il faut noter qu'il existe des variétés naturelles ne possédant pas de tomentum. Du latin "armatus", en référence aux dents crochues qui arment les pétioles.
- Fleurs : Les Brahea sont hermaphrodites et un seul exemplaire peut produire des graines viables. Les inflorescences émergent tous les ans entre les feuilles (interfoliaire). Elles sont très longues (jusqu’à 6 mètres !), arquées et dépassent de plus d’un mètre la couronne de palmes. Les fleurs très nombreuses sont blanc-ivoire.
- Graines : Les fruits globuleux, de 2 cm de diamètre et de couleur marron brillant, arrivent à maturité un an après leur formation. Ils contiennent chacun une graine marron d’un centimètre de long environ.

## Culture

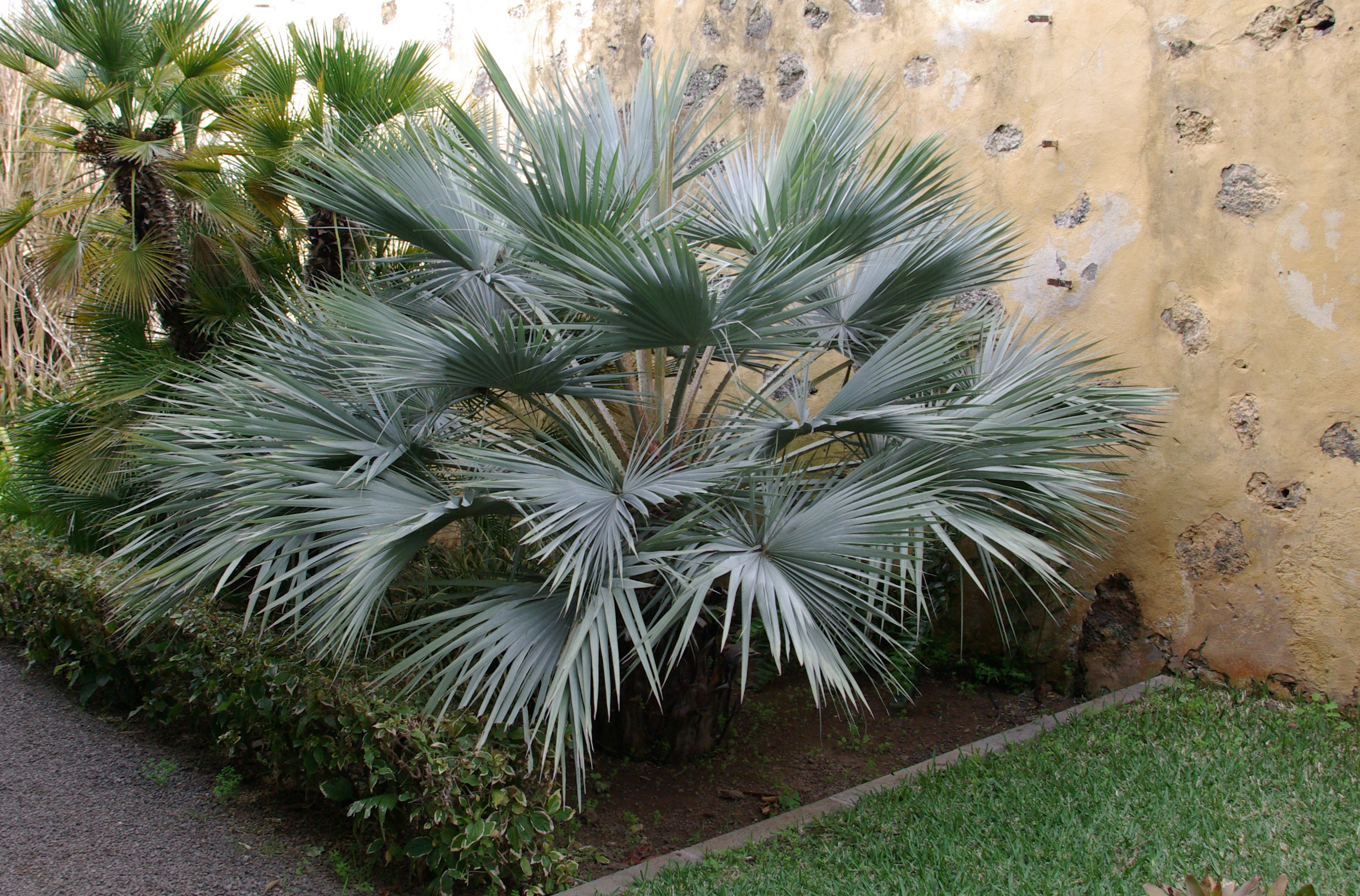

- Leur résistance au froid généralement admise peut aller jusqu'à des températures négatives de -14 °C dans de bonnes conditions de drainage.
- Les jeunes plantes se développent assez lentement les dix premières années puis la croissance s’accélère grandement (comme pour la plupart des palmiers) compte tenu bien sûr de la taille finale de l’espèce.

## Usages
Les palmes sont utilisées pour la couverture des habitations et les segments sont entrelacés pour la fabrication de chapeaux.